# Kothar
Kothar az ókori Közel-Kelet istene az i. e. 2. évezred végétől. Első említései Ugaritban az i. e. 12. századból valók. A kovács, építész és feltaláló isten a kézművesistenek egyike, démiurgosz.

## Neve
Valószínűleg az amoriták ősi istene, az eblai szövegekben már előfordul egy hozzá hasonló jellegű isten, Kasalu, talán az akkád apkalluk egyikének tisztelete. Állandó epithetonja az „ügyes, bölcs, okos” jelző, ezért sokszor Kothar Haszisz néven említik (hasonló neveket gyakran adtak mitikus alakoknak, lásd például Atra-ḫasīs), héberül: כושר וחסיס (kwṯr w-ḫsys), arabul: كوثر حاسيس (kuṯăr ḥāsîs). Ugariti szövegekben a hkpt (𐎈𐎋𐎔𐎚) név is előfordul, ami arra utal, hogy már ebben a korban azonosították az egyiptomi Ptah kézművesistennel. A hkpt valószínűleg a hikaptah szó átvétele, ami Ptah lelkének házát jelenti. Funkciói révén a görög Héphaisztosszal is azonosítható. Másik neve kptr (𐎖𐎔𐎚𐎗), ami a sémik egyik népe, a kaptoriták védnökének átvétele.
Herenniosz Philón a bübloszi Mokhosz epithetonjaként a χουσώρ (khuszór) szót használja, ami valószínűleg Kothar nevéből ered. Az újplatonista Damaszkiosz Χουσωρ istent tekinti a teremtésben először létrehozott lénynek, eszerint Damaszkusz környékén még a 6. században is ismerték és tisztelték.

## Szerepe
Kothar szerepe a mitológiában változatos. Mágikus eszközöket hoz létre, épületeket tervez és épít, új dolgokra tanítja az isteneket és embereket. Hadad és Baál mítoszaiban mágikus fegyvereivel a viharisten megmentője, aki segít legyőzni Jamot, a vizeket. E történetben a hettita Égi királyság és az Ullikummi-mítoszokhoz hasonló események zajlanak, ott Éa vágja el sarlójával Ullikummi lábát, hogy a Viharisten legyőzhesse, itt Kothar kábítja el a tengert fegyverével. Az Ének Ullikummiról című mítosz egyébként is Ugarithoz közel, a Hazzi-hegynél játszódik.
Felépítette Baál-Hadad és Jam palotáját aranyból, ezüstből, lapis lazuliból és illatos cédrusfából. Atirat részére ezüst és arany díszítésű bútorokat készített. Mindemellett tengerész és felfedező is, abban a korban, amikor a nyílt tengeren még nem volt szokás hajózni, felderítette Ciprust és Egyiptomot, útjai során a sárkányokkal és démonokkal kellett szembeszállnia.